# Samuel Le Bihan
Pour les articles homonymes, voir Le Bihan.
Samuel Le Bihan, né le 2 novembre 1965 à Avranches (Manche), est un acteur français.

## Biographie

### Enfance, formation et débuts
Samuel Le Bihan naît à Avranches et grandit à Plougastel-Daoulas (Bretagne) dans un milieu modeste. Jeune, il s’imagine devenir artiste peintre. Au contact d'un professeur de français, il sent naître en lui le désir de devenir comédien.
En accompagnant des amis au cours Florent il confirme son coup de foudre pour le métier de comédien. Il passe un an et demi au cours Florent et enchaîne par un stage de Commedia dell'arte qui l'amène à jouer des spectacles de rue, mélange de travail de clown et mime burlesque où se mêlent jonglage et « crachage de feu ». Ce spectacle l’installe sur le parvis du centre Georges-Pompidou et le conduit à travers l’Europe.
Pour enrichir cette expérience théâtrale, il apprend les textes classiques et rejoint l’école de la rue Blanche, puis le Conservatoire national supérieur d'art dramatique (CNSAD). Au bout d’un an, il part à New York, suivre quelques cours en auditeur libre à l'Actors Studio.

### Carrière
De retour en France, Samuel Le Bihan intègre en 1994 la troupe de la Comédie-Française. Pendant quatre années, il y défend les textes de Corneille, Racine, Hugo, Kleist, Feydeau et bien d’autres. La ministre française de la Culture de l’époque, Catherine Tasca, lui remet les insignes de chevalier des Arts et des Lettres.
C’est aussi à cette époque que le cinéma le découvre grâce à des réalisateurs comme Régis Wargnier, Bertrand Tavernier, Alain Corneau, et Tonie Marshall. Il quitte alors la Comédie-Française et reste au théâtre en incarnant Stanley Kowalski dans la pièce Un tramway nommé Désir, mise en scène par Philippe Adrien avec pour partenaire Caroline Cellier. Pour cette prestation, il est nommé aux Molières dans la catégorie « Jeune espoir ».
Il devient Norbert, l'officier raisonnable de Capitaine Conan, pour lequel il est nommé aux Césars, ce qui marque le début de sa carrière cinématographique. Puis viennent Vénus Beauté (Institut), pour lequel il obtient le prix Jean-Gabin, et Le Pacte des loups, qui le consacrent aux yeux du public.
Sa carrière est marquée par des comédies populaires, Restons groupés, Jet Set, Trois Zéros, le cinéma d’auteur avec Catherine Breillat, Krzysztof Kieślowski, Lætitia Masson, Émilie Deleuze, Anne Le Ny. Le cinéma de genre imprime également son influence avec Total Western, Le Pacte des loups et Fureur, tout comme le polar avec Le Cousin.
En 2004, il collabore à des productions américaines avec Robert De Niro, Harvey Keitel, Kathy Bates dans Le Pont du roi Saint-Louis, ainsi qu'avec Andie Mac Dowell et Tim Roth dans The Last Sign (de).
À partir de 2014, il rejoint la distribution de la série Alex Hugo sur France 2 dans laquelle il tient le rôle titre, celui d’un ancien grand flic marseillais qui s'isole dans les montagnes.
Parallèlement, il crée sa maison de production, « Frelon productions », avec laquelle il découvre et produit les spectacles de François-Xavier Demaison dont il est également l'un des auteurs.
Au Festival de Cannes 2022, il est membre du jury de la Caméra d'or.

### Engagements
- En 2014, il crée « Earthwake » avec l’ancien directeur général d’Action contre la faim, François Danel, une association qui a pour vocation de lutter contre le fléau des pollutions par le plastique sur les continents et dans les océans.  Il intervient pour elle en décembre 2015 lors de la COP 21. Lors de cette conférence TEX 2016, Samuel Le Bihan évoque la transformation de sacs plastiques en produits pétroliers en attendant l'arrivée en force des Nouvelles Énergies[3].
- Parrain de nombreuses associations et père d’un enfant autiste, il fonde avec Florent Chapel en 2018 la plate-forme Autisme Info Service qui vise à informer et accompagner les personnes autistes et l’ensemble de la société civile au sujet de l'autisme. Il publie dans la même période le livre Un bonheur que je ne souhaite à personne[4], qui parle de sa relation avec sa fille autiste.

### Vie privée
Il est aussi le père d'un garçon, Jules,  né en 1995, de son union avec l'actrice Patricia Franchino.
Il a eu une relation avec la mannequin et styliste d’origines camerounaise et gabonaise Daniela Beye de 2002 à 2015 ; ils ont ensemble une fille, Angia, autiste, née en 2011.
Depuis 2016, il a une relation avec Angie Vu Ha qui est DJ, mannequin, actrice et productrice d'origine vietnamienne. Ils ont ensemble une fille, Emma-Rose, née en 2018.

## Filmographie

### Cinéma

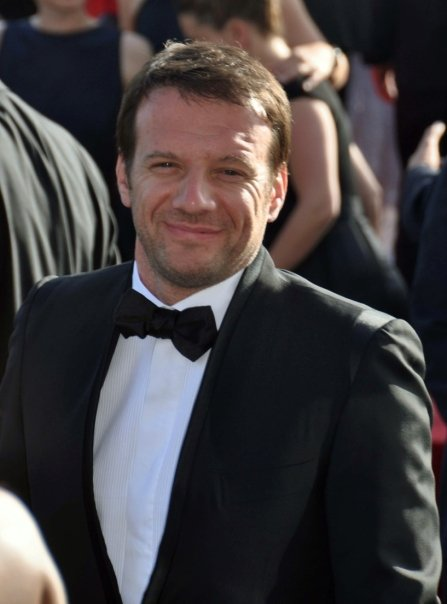
Samuel Le Bihan au Festival de Cannes 2009.

- 1991 : Sale comme un ange de Catherine Breillat : un inspecteur
- 1992 : Promenades d'été de René Féret : Xavier
- 1993 : La Place d'un autre de René Féret : Thomas
- 1994 : Le Fusil de bois de Pierre Delerive : Dallers
- 1994 : Trois Couleurs : Rouge de Krzysztof Kieślowski : le photographe
- 1996 : Une femme française de Régis Wargnier : Henri
- 1996 : Capitaine Conan de Bertrand Tavernier : Norbert
- 1997 : Le Cousin d'Alain Corneau : Francis
- 1998 : Restons groupés de Jean-Paul Salomé : Mathias
- 1998 : Les Années volées (Los años barbaros) de Fernando Colomo : Michel
- 1998 : À vendre de Lætitia Masson : Éric Pacard
- 1999 : Vénus Beauté (Institut) de Tonie Marshall : Antoine DuMont
- 1999 : Peau neuve d'Émilie Deleuze : Alain
- 2000 : Jet Set de Fabien Onteniente : Mike
- 2000 : Total Western d'Éric Rochant : Bédé
- 2001 : Le Pacte des loups de Christophe Gans : Grégoire de Fronsac
- 2002 : Trois Zéros de Fabien Onteniente : Manu
- 2002 : La Mentale de Manuel Boursinhac : Dris
- 2002 : À la folie… pas du tout de Laetitia Colombani : Loïc Le Garrec
- 2002 : Une affaire privée de Guillaume Nicloux : Vincent Walt
- 2003 : Fureur de Karim Dridi : Raphael Ramirez
- 2004 : Pour le plaisir de Dominique Deruddere : Vincent Moreau
- 2004 : Le Pont du roi Saint-Louis (The Bridge of San Luis Rey) de Mary McGuckian : le mari de Dona Clara
- 2005 : Le Dernier Signe (The Last Sign) de Douglas Law : Marc
- 2006 : Le Passager de l'été de Florence Moncorgé-Gabin : Pierre
- 2006 : Exes de Martin Cognito : le premier joueur de mah-jong
- 2007 : Frontière(s) de Xavier Gens : Goetz
- 2007 : El hombre de arena (es) de José Manuel González : le Français
- 2008 : Des poupées et des anges de Nora Hamdi : Simon
- 2008 : Disco de Fabien Onteniente : Walter
- 2008 : Mesrine : L'Ennemi public no 1 de Jean-François Richet : Michel Ardouin
- 2012 : Une nuit de Philippe Lefebvre : Tony Garcia
- 2012 : Cornouaille d'Anne Le Ny : Loïc
- 2013 : Voyage sans retour de François Gérard : inspecteur Brennan
- 2014 : Les Yeux jaunes des crocodiles de Cécile Telerman : Antoine Cortes
- 2022 : Hors de la brume (court métrage) de Tigrane Minassian : Dominique Dinz
- 2023 : Ma langue au chat de Cécile Telerman : Yvan
- 2023 : Gueules noires de Mathieu Turi : Roland

### Télévision

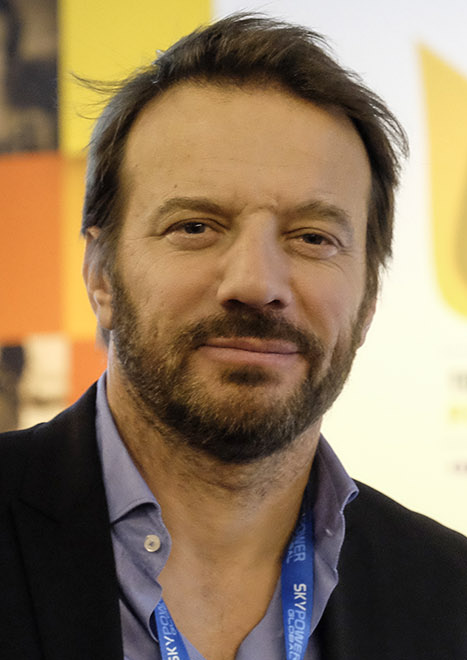
Samuel Le Bihan en 2015.

- 1988 : La Chaîne (mini-série télévisée) de Claude Faraldo
- 1989 : Les Enquêtes du commissaire Maigret (série télévisée), épisode Tempête sur la Manche d'Édouard Logereau : Tony
- 1993 : Maigret (série télévisée), épisode Maigret et l'homme du banc d'Étienne Périer : jeune inspecteur
- 1998 : L'Amour à vif (téléfilm) de Jean-Pierre Améris : Thomas
- 2004 : 93, rue Lauriston (téléfilm) de Denys Granier-Deferre : Léon Jabinet
- 2009 : Claude Gueux (téléfilm) d'Olivier Schatzky : Claude Gueux
- 2009 : Braquo (série télévisée), saison 1, d'Olivier Marchal et Frédéric Schoendoerffer : Gabriel Marceau
- 2010 : Obsession(s) (téléfilm) de Frédéric Tellier : Luc Soubeillon
- 2010 : En apparence (téléfilm) de Benoît d'Aubert : François
- 2011 : Braquo (série télévisée), saison 2 d'Éric Valette et Philippe Haïm : Gabriel Marceau
- 2011 : Le Piège afghan (téléfilm) de Miguel Courtois : colonel Saint Sauveur
- 2013 : Le Général du roi (téléfilm) de Nina Companeez : François Denis
- 2014 : 6 juin 44, à la lumière de l'aube (documentaire) de Jean-Christophe Rosé : narrateur
- 2014 : La Dernière Échappée (téléfilm) de Fabien Onteniente : Laurent Fignon
- 2014-2015 : Frères d'armes (série télévisée) de Rachid Bouchareb et Pascal Blanchard : présentation d'Ouassini Bouarfa
- Depuis 2014 : Alex Hugo (série télévisée) de Pierre Isoard, Olivier Langlois et Muriel Aubin, 30 épisodes : Alex Hugo
- 2016 : La Femme aux cheveux rouges (téléfilm) de Thierry Peythieu : Antoine Cardona
- 2018 : Les Ombres du passé (téléfilm) de Denis Malleval : Vincent Martin
- 2020 : T'en fais pas, j'suis là (téléfilm) de Pierre Isoard : Jonathan Rivière
- 2020 : Ils étaient dix (mini-série) de Pascal Laugier : Xavier Troussaud
- 2022 : Tu ne tueras point (téléfilm) de Leslie Gwinner : Simon Marchand
- 2024 : Seul (téléfilm) de Pierre Isoard : Yves Parlier
- 2024 : Carpe Diem (mini-série) de Pierre Isoard : Tom Villeneuve

### Doublage
- 2006 : Cars de John Lasseter et Joe Ranft : Chick Hicks (version française)
- 2017 : Cars 3 de Brian Fee : Chick Hicks (version française)

### Clip
- 1989 : Non mais qu'est-ce que tu crois ?, chanson de Jackie Quartz.
- 2004 : Qui suis je ?, clip pour Kool Shen, réalisé par John Gabriel Biggs

## Théâtre

### Auteur
- 2005 : A story pour les gens qui believe in dreams (Demaison s'évade) de François-Xavier Demaison, Samuel Le Bihan, Mickaël Quiroga, Éric Théobald, mise en scène Éric Théobald, Théâtre des Mathurins
- 2007 : Demaison s'envole de Samuel Le Bihan, Mickaël Quiroga, Éric Théobald, mise en scène Éric Théobald, Casino de Paris

### Comédien
- 1993 : La Mégère apprivoisée de William Shakespeare, mise en scène Jérôme Savary, Théâtre national de Chaillot (Paris), Théâtre national de Nice
- 1994 : Le Prince de Hombourg de Heinrich von Kleist, mise en scène Alexander Lang, Théâtre Mogador, Comédie-Française : Salle Richelieu (Paris)
- 1995 : Le Prince de Hombourg de Heinrich von Kleist, mise en scène Alexander Lang, Comédie-Française : Salle Richelieu (Paris)
- 1995 : Occupe-toi d'Amélie de Georges Feydeau, mise en scène Roger Planchon, Comédie-Française : Salle Richelieu (Paris)
- 1998 : Le Ping-pong d'Arthur Adamov, mise en scène Gilles Chavassieux, Théâtre du Vieux-Colombier (Paris)
- 1999 : Un tramway nommé Désir de Tennessee Williams, mise en scène Philippe Adrien, Théâtre de l'Eldorado
- 2004 : Brooklyn Boy de Donald Margulies, mise en scène Michel Fagadau, Comédie des Champs-Élysées (Paris)
- 2009 : Parole et Guérison de Christopher Hampton, mise en scène Didier Long, Théâtre Montparnasse (Paris)
- 2011 : Hollywood de Ron Hutchinson, mise en scène Daniel Colas, Théâtre Antoine (Paris)
- 2012 : Hollywood de Ron Hutchinson, mise en scène Daniel Colas, Théâtre du Gymnase Marie-Bell (Paris)
- 2012 : Inconnu à cette adresse de Kressmann Taylor, mise en scène Michèle Lévy-Bram, Théâtre Antoine (Paris)
- 2012 : Festen la suite de Thomas Vinterberg, mise en scène Daniel Benoin, Théâtre National de Nice, Théâtre des Célestins (Lyon), Théâtre du Rond-Point (Paris)
- 2013 : Hollywood de Ron Hutchinson, mise en scène Daniel Colas, tournée
- 2013 : Mensonges d’États de Xavier Daugreilh, mise en scène Nicolas Briançon, Théâtre de la Madeleine (Paris)
- 2017 : Les Discours dans une vie de Laurent Chalumeau, mise en scène Jérémie Lippmann, Théâtre de l'Œuvre (Paris)

## Distinctions

### Récompenses
- Prix Jean-Gabin 1999
- Festival international de Carthage 2008 : Meilleur acteur dans un second rôle pour El hombre de arena
- Prix Adami de l’artiste citoyen 2019[10]

### Nominations
- César 1997 : César du meilleur espoir masculin pour Capitaine Conan
- Molières 1999 : Molière de la révélation théâtrale pour Un tramway nommé Désir

### Décoration
- Chevalier de la Légion d'honneur (2024)
- Chevalier des Arts et des Lettres (1994)